# Église Notre-Dame-des-Victoires de Tataouine
L'église Notre-Dame-des-Victoires de Tataouine (arabe : كنيسة نوتردام دو لا فكتوار بتطاوين), située dans la ville de Tataouine en Tunisie, est une ancienne église catholique construite en 1918, à l'époque du protectorat français, par les soldats des bataillons d'infanterie légère d'Afrique.

## Construction de l'église
Construite à l'origine pour y caserner les bataillons disciplinaires de l'armée française, la ville originellement appelée Foum Tataouine n'a pas vocation à devenir un centre administratif. Elle fait partie de la région appelée Territoires du Sud, restée sous administration militaire jusqu'à l'indépendance de la Tunisie. Du point de vue religieux, elle fait partie de la paroisse de Gabès qui comprend tout le sud de la Tunisie. C'est pourquoi les soldats français en poste dans le sud ne peuvent compter que sur le soutien spirituel des aumôniers militaires.
L'arrivée du père Gabriel Deshay en septembre 1913 va bouleverser cette situation. Affilié à la congrégation de Notre-Dame de Sion, il sillonne le sud du pays pendant deux ans. Nommé aumônier militaire à la tête de cet immense territoire en octobre 1915, il vend tous les biens qu'il possède pour les consacrer à la construction d'églises.
Le 27 février 1916, il pose la première pierre de la chapelle de Foum Tataouine. Se faisant architecte, maçon et entrepreneur, il est aidé dans ses travaux par les soldats du camp malgré la situation conflictuelle que traverse la région. Dès le 23 avril, une cloche sonne dans un minuscule clocher. Les premiers offices peuvent être dits en 1917 mais il faut attendre mai 1918 pour que l'église soit bénie par Jean Joseph Tournier.
L'édifice est constitué d'une nef unique avec transept. C'est une architecture rarement adoptée en Tunisie. On ne la trouve que dans les églises de Mateur, Enfidaville et Souk El Arba. La plupart des autres églises en zone rurale, bien qu'à nef unique, sont dépourvues de transept. Comme beaucoup d'églises affectées par le manque de ressources financières, elle est surmontée d'un clocher-arcade comme à Porto Farina, Tinja, Sainte Marie du Zit, Saïda, Ebba Ksour, Le Kef, Le Sers, Mdhilla, Moularès, Redeyef ou Médenine.
Sur les 8 000 francs qu'a coûté la construction de l'édifice, le père Deshay en a financé la moitié. En août 1919, il s'installe à Médenine puis à Zarzis en 1920, d'où il continue à desservir toutes les églises qu'il a construites jusqu'à son décès en 1926. Ses successeurs finissent par regagner Gabès et renoncent à desservir régulièrement ces églises éloignées et difficiles d'accès.

## Bâtiment après l'indépendance
L'église de Tataouine n'est pas mentionnée dans le modus vivendi signé entre le gouvernement tunisien et le Vatican le 10 juillet 1964 par lequel la quasi-totalité des églises de Tunisie sont cédées au gouvernement avec l'assurance qu'elles ne seront utilisées qu'à des fins d'intérêt public compatibles avec leur ancienne destination.
Elle est actuellement convertie en caserne.